# Santa Fe Impaktstruktur
Koordinaten: 35° 45′ 0″ N, 105° 56′ 0″ W

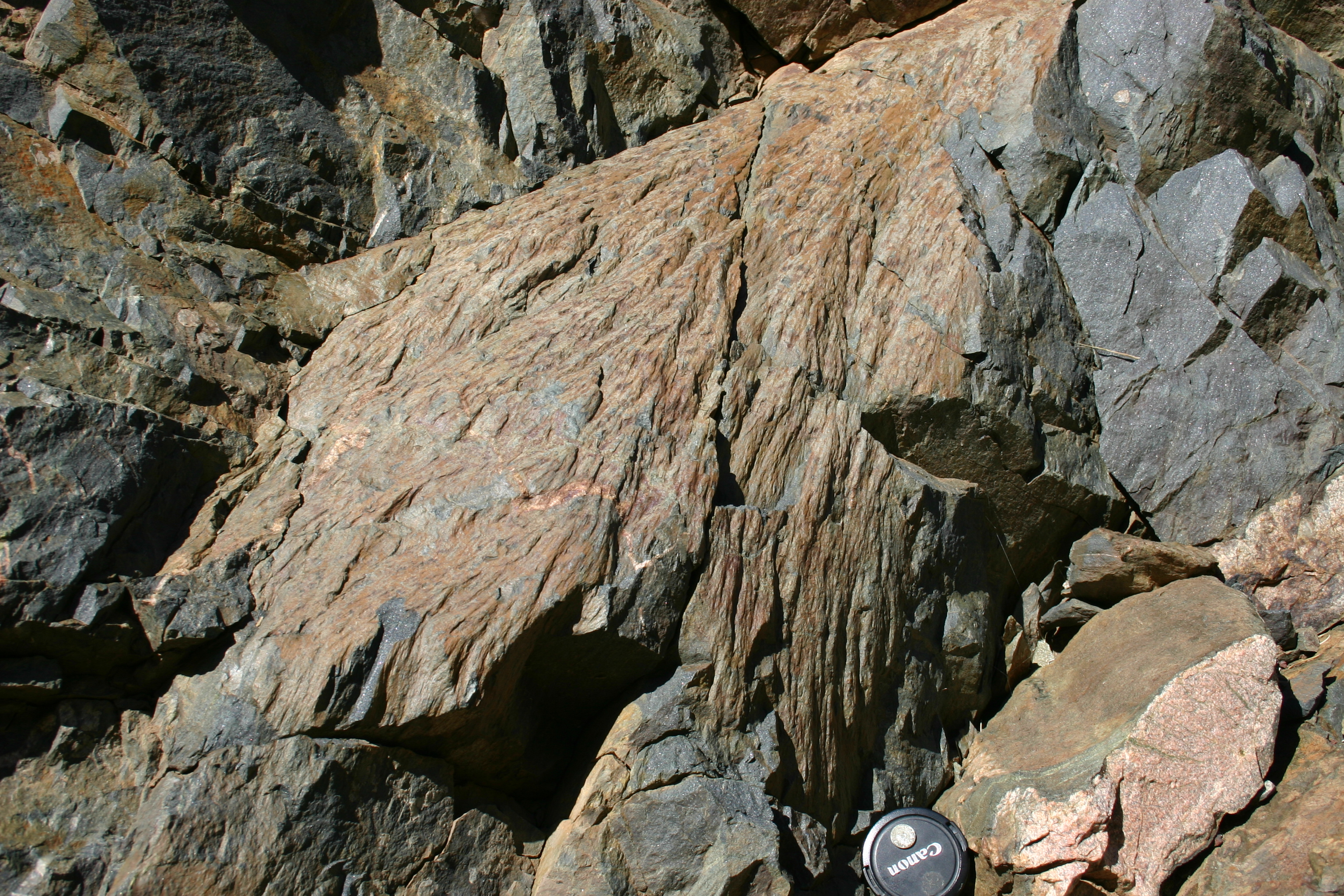
Strahlenkegel am New Mexico State Highway 475

Die Santa Fe Impaktstruktur ist ein stark erodierter Überrest eines Einschlagkraters in den Sangre de Cristo Mountains nordöstlich von Santa Fe (New Mexico). Im Jahr 2005 entdeckte ein Geologe, am Straßeneinschnitt des New Mexico State Highway 475 zwischen Santa Fe und dem Hyde Memorial State Park, Strahlenkegel, die auf natürlichem Wege nur bei einem Meteoriteneinschlag entstehen können. Das Alter der Impaktstruktur wird auf 1,4 bis 1,6 Milliarden Jahre geschätzt. Das Untergrundgestein des ehemaligen Kraters bildet heute eine bergige Region. Die Strahlenkegel sind auf einer Strecke von etwa einer Meile (1,6 km) zu finden und werden als der zentrale Bereich eines ehemals größeren Kraters gedeutet.